# Government Girl
Government Girl is een Amerikaanse filmkomedie uit 1943 onder regie van Dudley Nichols. De film is gebaseerd op een verhaal geschreven door Adela Rogers St. Johns dat in 1943 werd gepubliceerd in het tijdschrift Ladies' Home Journal.

## Verhaal
Automonteur Ed Browne wordt naar Washington gestuurd als adviseur bij de productie van vechtvliegtuigen. Eenmaal aangekomen heeft hij een onaangename ontmoeting met een Elizabeth 'Smokey' Allard, die in zijn hotelkamer verblijft. Na een reeks misverstanden nemen ze afscheid van elkaar en hopen elkaar nooit meer te zien. De volgende dag blijkt echter dat Smokey zijn secretaresse is.

## Rolverdeling
| Acteur              | Personage                   |
| ------------------- | --------------------------- |
| Olivia de Havilland | Elizabeth "Smokey" Allard   |
| Sonny Tufts         | E.H. "Ed" Browne            |
| Anne Shirley        | May Harness Blake           |
| Jess Barker         | Dana McGuire                |
| James Dunn          | Sergeant Joe Bates          |
| Paul Stewart        | Branch Owens                |
| Agnes Moorehead     | Adele, Mrs. Delancey Wright |
| Harry Davenport     | Senator MacVickers          |
| Una O'Connor        | Mrs. Harris                 |
| Sig Ruman           | Ambassadeur                 |
| Paul Stanton        | C.L. Harvester              |
| George Givot        | Count Bodinsky              |

## Productie
Aanvankelijk werd Joseph Cotten overwogen voor de mannelijke hoofdrol, maar uiteindelijk werd Sonny Tufts gecast. Olivia de Havilland tekende met tegenzin voor de vrouwelijke hoofdrol; vanwege contractuele verplichtingen kon ze het project niet afslaan.